# Ivan Vekić (rukometaš)
Ivan Vekić (19. srpnja 1998.) hrvatski je rukometaš koji igra za francuski JS Cherbourg.
Ivan Vekić svoju je rukometnu karijeru započeo u matičnom klubu RK Metković. U Metkoviću je proveo dvanaest godina prije dolaska u RK Medveščak. Nakon polusezone u Medveščaku, potpisao je ugovor s RK Zagrebom s kojim je zabilježio nastupe u EHF Ligi prvaka i SEHA ligi.

## Klubovi

### RK Poreč
- Paket24 Premijer liga
  - Brončana medalja (1): 2021.

### RK Zagreb
- Paket24 Premijer liga
  - Prvaci (1): 2018.

### Bordeaux Bruges Lormont Handball
- Francuska N1 Elite
  - Prvaci (1): 2022.
- Proligue
  - Sezona (1): 2022./23.

### Handball Club Cournon d'Auvergne
- Proligue
  - Sezona (1): 2023./24.[5]

### JS Cherbourg
- Proligue
  - Sezona (1): 2024./25.[5]

## Pojedinačni uspjesi
- Paket24 Premijer liga - Najbolji vratar sezone 2020./2021. – 34,3 % (208 obrana u 18 utakmica)[6]